# Návětrné ostrovy

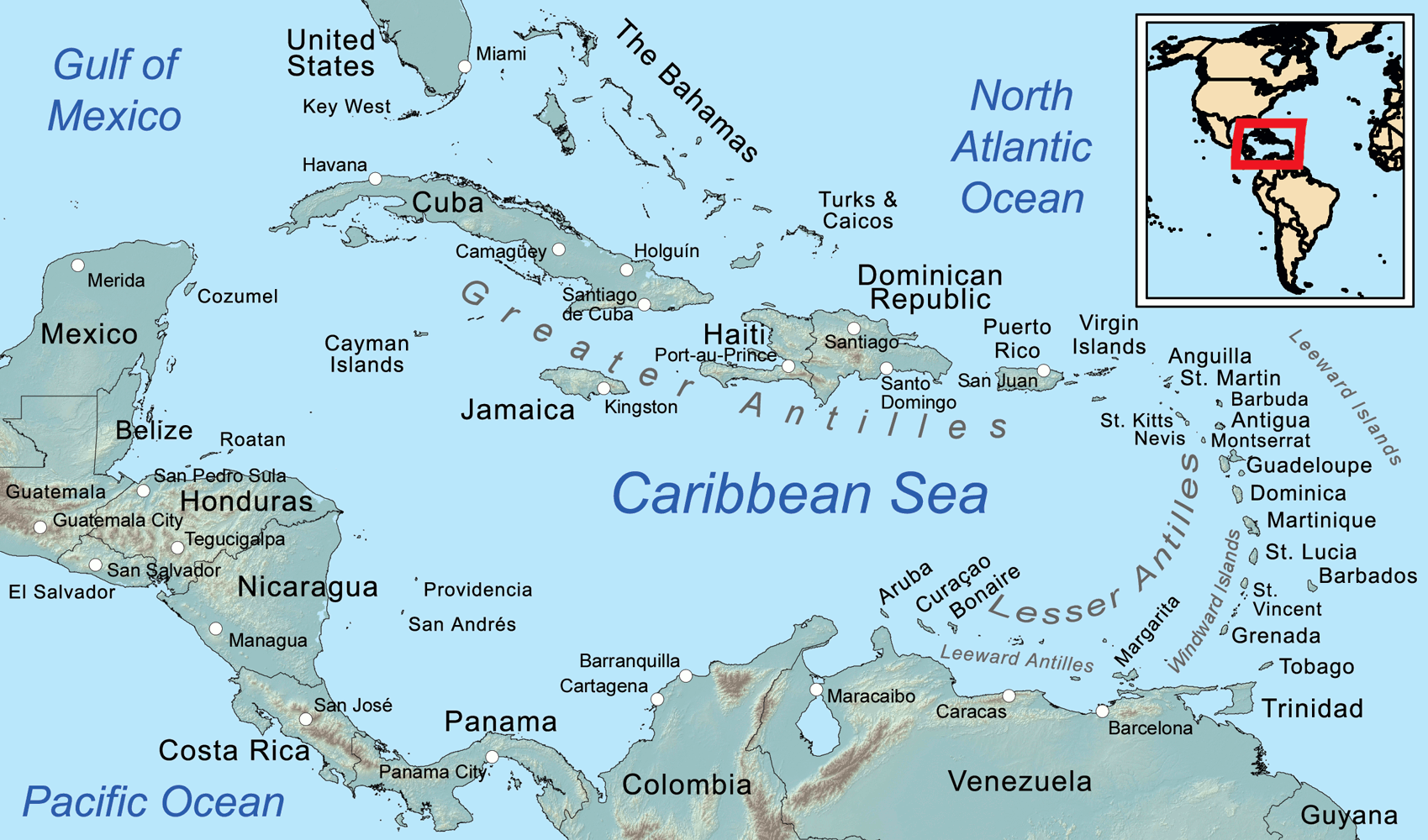
Lokalizace Návětrných ostrovů na mapě

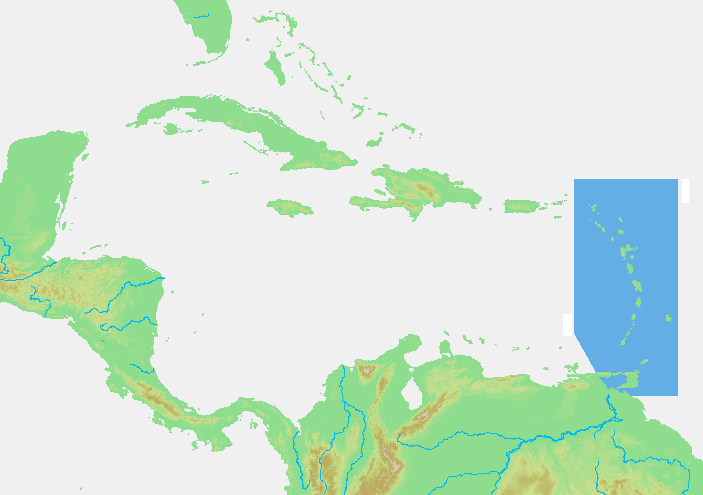
Označení Návětrných ostrovů na mapě Karibiku

Návětrné ostrovy (anglicky Windward Islands) jsou jižní větví Malých Antil v Karibiku. Název získaly díky převládajícím východním větrům. Na sever od nich jsou Závětrné ostrovy.
- Barbados
- Dominika
- Grenada
- Grenadiny
- Martinik
- Svatá Lucie
- Svatý Vincenc